# Kreveta drsná
Kreveta drsná (Stenopus hispidus) je druh garnáta. Lidově je nazýván čistič, protože jiným živočichům (nejčastěji murénám) pomáhá v očištění úst. Přebývá ve skalních nebo korálových puklinách. Muréna čističe nespolkne, protože by mohla mít zažívací potíže. Garnáti jsou lehce jedovatí.